# Pierre à bassins de Bagneux
La pierre à bassins de Bagneux est une pierre à bassins située à Parves-et-Nattages, en France.

## Localisation
La pierre est située dans le département français de l'Ain, sur la commune de Parves.

## Historique
La pierre est classée au titre des monuments historiques en 1913.